# ずっこけライオン大将
ずっこけライオン大将(ずっこけライオンたいしょう、原題：Linus the Lionhearted) は、 アメリカ合衆国のテレビアニメ。ゼネラルフーヅ制作。1964年から1965年でまでCBSで放送された。
日本では、1969年7月21日から同年9月25日NETテレビ(テレビ朝日) のこどもの世界で放送された。放送時間は月 - 木18:15 - 18:45（JST.
金曜は『クイズ大作戦』のため放送せず）。

## キャラクター
ライオン　(Linus)
- 声：シェルドン・レナード / 吹き替え ：不明
- 本作の主人公。ライオンはジャングルのルーラーで。

シュガーベア　(Sugar Bear)
- 声：ゲリー・マシューズ　/吹き替え ：不明

ソーハイ　(So-Hi)
- 声：ボブ・マクファデン /吹き替え ：不明
- 『ソーハイくん』主人公である中国人の少年。

(日本名不明) (Granny Goodwitch)
- 声：ルース・バジー /吹き替え ：不明
- 彼女はな無礼な魔女。

(日本名不明) (Loveable Truly)
- 声：ボブ・マクファデン/吹き替え ：不明
- ポストマン。イヌにとても優しい。

## 日本の声優
- 雨森雅司[2]